# Sandra Cerrai
Sandra Cerrai, née le 3 octobre 1969 à Pise, est une mathématicienne italienne et professeur de mathématiques près le département de  mathématiques de université du Maryland à College Park (UMD).

## Biographie
Sandra Cerrai, diplômée en Mathématique en 1998 en Mathématique, magna cum laude, à l'École normale supérieure de Pise, sous la supervision de Giuseppe Da Prato, travaille sur différentes propriétés des systèmes à échelles multiples, qui sont décrites par des équations stochastiques aux dérivées partielles (Équation de Fokker-Planck). 
Elle s'occupe aussi des petits bruits asymptotiques de ces systèmes, de leur comportement à long terme, des phénomènes de moyenne, des perturbations singulières.
Plusieurs travaux de Sandra Cerrai (notamment celui en collaboration avec Mark Frreidlin) sont des généralisations de l'approximation classique de Smoluchowski-Kramers de l'équation de la chaleur, par l'équation des ondes à des équations aux dérivées partielles, sous diverses hypothèses.
Ella a fait une étude asymptotique pour des fluides stochastiques et incompressibles dans des graphes.
Les grandes déviations sont un thème récurrent dans le travail de Sandra Cerrai. Ses récents résultats concernent les grandes déviations des équations de Navier-Stokes, les équations stochastiques avec un petit bruit correlation vanishing noise et aussi des équations de la quantisation stochastique.
Elle a à son actif près de no 70 publications.

## Carrière
- 2017 - Professeur titulaire, Center for Scientific Computation and Mathematical Modeling (en) (CSCAMM)[note 4], université du Maryland.
- 2015 - Eisenbud Research Professor, Mathematical Sciences Research Institute, université de Berkeley.
- 2012 - Professeur, Département de Mathématiques, université du Maryland à College Park.
- 2008-2012 - Associate Professor, Département de Mathématiques, université du Maryland à College Park.
- 2001-2008 - Professore Associato, université de Florence.
- 1998 - Perfezionamento en mathématiques, École normale supérieure de Pise.
- 1995-2001 - Chercheur (Ricercatore), université de Florence.
- 1993 - Baccalauréat en Mathématiques, université de Pise.

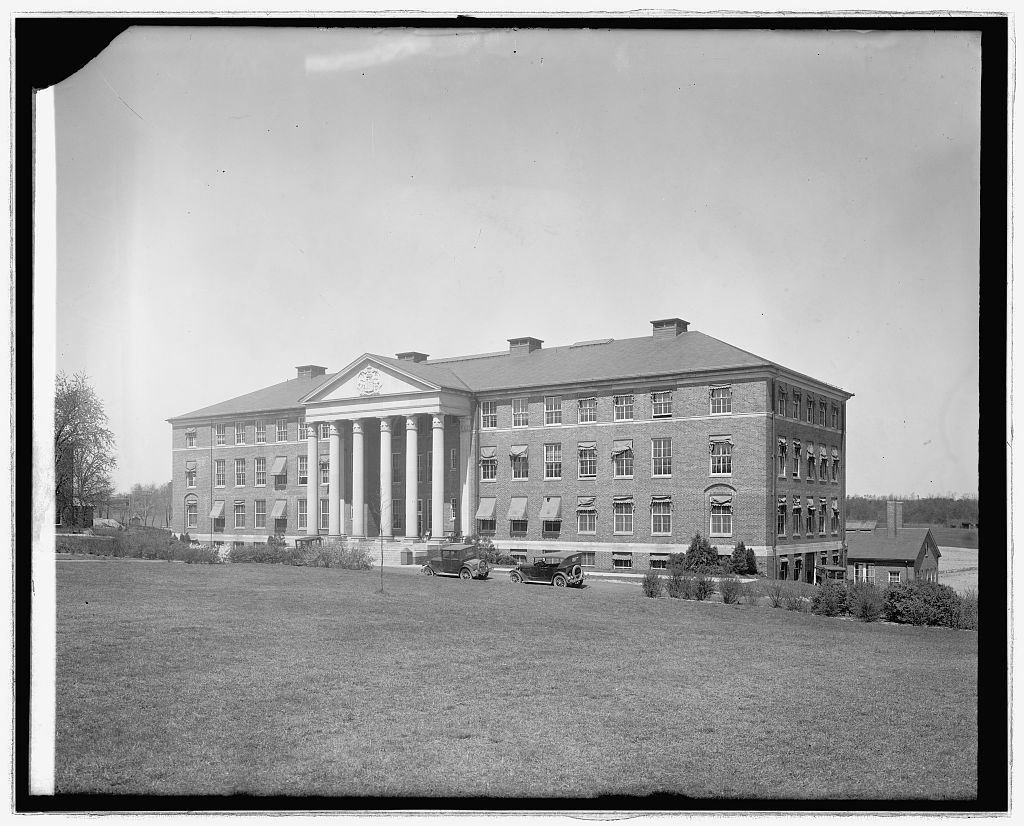
University of Maryland - College Park (1910-1926).

## Publications (sélection)

### Livres
- (en) Second Order PDE's in Finite and Infinite Dimension : A Probabilistic Approach, Heidelberg, Springer, 2001, IX-332 p. (ISBN 978-3-540-42136-8).

### Articles

Le Processus d'Ornstein-Uhlenbeck

- (en) « A Hille-Yosida theorem for weakly continuous semigroups », Semigroup Forum, Springer-Verlag, vol. 49,‎ 1994, p. 349-367 (lire en ligne).
- (en) Sandra Cerrai et Fausto Gozzi, « Strong solutions of Cauchy problems associated to weakly continuous semigroups », Differential and Integral Equations, Khayyam Publishing, vol. 8,‎ 1995, p. 465-486 (lire en ligne).
- (en) « Stochastic reaction-diffusion systems with multiplicative noise and non-Lipschitz reaction term », Probability Theory and Related Fields, Springer-Verlag, vol. 125,‎ 2003, p. 271-304 (lire en ligne).
- (en) Sandra Cerrai et Michael Röckner, « Large deviations for invariant measures of stochastic reaction-diffusion systems with multiplicative noise and non-Lipschitz reaction term », Annales Henri Poincaré, Elsevier, vol. 41,‎ 2005, p. 69-105 (lire en ligne).
- (en) Sandra Cerrai et Mark Freidlin, « Averaging principle for a class of stochastic reaction–diffusion equations », Probability Theory and Related Fields, Springer-Verlag, vol. 144,‎ 2009, p. 137-177 (lire en ligne).
- (en) Sandra Cerrai et Giuseppe Da Prato, « A basic identity for Kolmogorov operators in the space of continuous functions related to RDEs with multiplicative noise », Annals of Probability, Institute of Mathematical Statistics, vol. 42,‎ 2014, p. 1297-1336 (lire en ligne).
- (en) Sandra Cerrai et Alessandra Lunardi, « Schauder theorems for Ornstein-Uhlenbeck equations in infinite dimension », Journal of Differential Equations, Elsevier, vol. 267,‎ 2019, p. 7462-7482 (lire en ligne).
- (en) Sandra Cerrai et Arnaud Debussche, « Large deviations for the two-dimensional stochastic Navier--Stokes equation with vanishing noise correlation », Annales Henri Poincaré, Elsevier, vol. 55,‎ 2019, p. 211-236 (lire en ligne).
- (en) Sandra Cerrai, Jan Wehr et Yichun Zhu, « An averaging approach to the Smoluchowski-Kramers approximation in the presence of a varying magnetic field. J. Stat. Phys », Journal of Statistical Physics, Springer,‎ 2020, p. 132–148 (lire en ligne).
- (en) Sandra Cerrai et Guangyu Xi, « Incompressible viscous fluids in R2 and SPDEs on graphs, in presence of fast advection and non smooth noise », Annales Henri Poincaré, Elsevier,‎ 2021, p. 1636-1664 (lire en ligne).
- (en) Sandra Cerrai et Nikolas Paskal, « Large deviations principle for the invariant measures of the 2D stochastic Navier–Stokes equations with vanishing noise correlation », Stochastics and Partial Differential Equations: Analysis and Computations, Springer Science+Business Media, vol. 10,‎ 2022, p. 1651–1681 (lire en ligne).
- (en) Sandra Cerrai et Guangyu Xi, « A Smoluchowski-Kramers approximation for an infinite dimensional system with state-dependent damping », Annals of Probability,‎ 2022, p. 874–904 (lire en ligne).

### Congrès et colloques
2019 - Pavie : XXI Congresso dell'Unione Matematica Italiana (2 septembre-7 septembre).